# Xanthandrus mellinoides
Xanthandrus mellinoides är en tvåvingeart som först beskrevs av Macquart 1846.  Xanthandrus mellinoides ingår i släktet malblomflugor, och familjen blomflugor. Inga underarter finns listade i Catalogue of Life.